# Camelotia
Camelotia borealis
Genre
Espèce
Camelotia est un genre fossile de dinosaures sauropodomorphes de la famille des mélanorosauridés. Les restes fossiles de l'unique espèce de ce genre, Camelotia borealis, ont été découverts au Royaume-Uni dans des couches géologiques du Rhétien, dernier étage du Trias supérieur, âgées d'environ 201 à 205 millions d'années,.
Une série de cinq empreintes de Camelotia est découverte en 2024 sur la plage de Penarth, au sud de Cardiff au Pays de Galles.